# Radiation évolutive
Pour les articles homonymes, voir radiation.

L'évolution buissonnante de la lignée humaine est intimement liée aux radiations adaptatives et aux extinctions.

Une radiation évolutive est une évolution rapide, à partir d'un ancêtre commun, d'un taxon ou d'un ensemble d'espèces caractérisées par une grande diversité écologique et morphologique. L'expression explosion évolutive est aussi utilisée pour parler de cette rapide divergence évolutive à partir d'un unique ancêtre.
Dans le cas le plus fréquent où chaque nouvelle espèce est adaptée à une niche particulière, on parle aussi de radiation adaptative ou de diversification.

## Principes

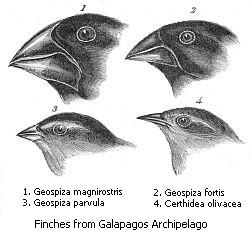
Les Pinsons de Darwin des Îles Galápagos illustrent comment, par une radiation évolutive, d'une espèce originale, sont apparus 4 types de bec, sur 13 espèces au total.

Plusieurs principes peuvent expliquer les changements conduisant à de nouvelles espèces.
Selon les lois de la sélection naturelle dans la théorie de l'évolution, ces espèces qui disparaissent libèrent des niches écologiques pour d'autres espèces, qui sont alors susceptibles d'évoluer. Cette évolution est appelée spéciation. À l'origine, la théorie de l'évolution supposait que chaque organisme fossile avait un ancêtre qui devait être moins complexe - on disait « moins évolué » - et des descendants qui eux se devaient d'être « plus évolués ». En pratique, les espèces évoluent par bonds.
On peut également supposer que des mutations provoquent des changements, mais ce phénomène n'est pas retenu pour expliquer une explosion radiative. Ce serait plutôt une sélection progressive d'un ensemble de caractères particuliers. La provenance de ces phénotypes peut être très antérieure à leur sélection dans cet ensemble.

## Causes
Une radiation évolutive est la conséquence de l'apparition de nouvelles niches écologiques ou de la modification de celles existantes, pouvant provenir de plusieurs évènements :
- une extinction massive quel que soit l'évènement provocateur (climat, maladie, météorite, super-volcan, etc.) ;
- une dérive tectonique (rapprochement ou éloignement de deux continents) ou un évènement climatique (abaissement ou élévation du niveau des eaux) permettant aux espèces de passer d'une terre à une autre ou à l'inverse de séparer une même espèce en plusieurs entités à l'évolution distincte ;
- un changement d'environnement (climat) modifiant la flore et créant de nouvelles niches écologiques ; cette modification peut aussi entraîner une extinction massive ;
- la découverte par un organisme d'une niche écologique encore vierge ou insaturée ;
- l'accostage accidentel d'un ou plusieurs individus.

## Les "explosions" radiatives
- Explosion d'Avalon  (575 Ma)
- Explosion cambrienne (entre −541 et −530 Ma)
- Grande biodiversification ordovicienne ou radiation ordovicienne (~entre 485 et 460 Ma), qui suit l'extinction du Cambrien-Ordovicien
- Explosion du Mézozoïque-Cénozoïque (en)
- Explosion du Paléogène qui suit l'extinction du Crétacé